# Critica letteraria marxista
Critica letteraria marxista è un termine che indica la critica letteraria influenzata dal pensiero filosofico e politico marxista. La sua storia risale alla nascita del marxismo stesso, infatti sia Karl Marx e Friedrich Engels erano appassionati lettori (Marx leggeva molto Shakespeare, come anche le opere a lui contemporanee, per esempio quelle di Heinrich Heine). Nel ventesimo secolo, molti dei più importanti autori e filosofi marxisti sono stati anche critici letterari, come György Lukács, Lev Trotsky, Raymond Williams, Antonio Gramsci e Fredric Jameson.
Il critico letterario inglese Terry Eagleton definisce la critica marxista in questo modo:

"La critica marxista non è meramente una 'sociologia letteraria', intesa cioè come i romanzi sono pubblicati o se essi coinvolgono la classe operaia. Il suo obiettivo è quello di spiegare l'opera letteraria più approfonditamente; e questo significa una considerevole attenzione ai suoi stili, significati e forme. Ma questo significa anche comprendere questi stili, significati e forme come il prodotto di un particolare processo storico"

Il più semplice obiettivo della critica letteraria marxista può includere una valutazione della tendenza politica di un'opera letteraria, determinando se il suo contenuto sociale o la sua forma letteraria sia "progressista"; comunque, questo non è necessariamente l'unico obiettivo. Da Walter Benjamin a Fredric Jameson, i critici marxisti si sono inoltre occupati di applicare lezioni tratte dal campo dell'estetica a quello della politica, come deriva dalla teoria critica della Scuola di Francoforte.
Inoltre, la critica letteraria marxista può essere considerata anche come "una correlazione fra la critica letteraria sociologica e una critica letteraria storicista".
Due sono i concetti principali di questo tipo di critica: il realismo, ovvero la riproduzione realistica della società d'una volta e la tipicità, ovvero l'insieme dei tratti della società e il comportamento dei personaggi in determinate situazioni.